# Alla (nome)
Alla (in cirillico: Алла) è un nome proprio di persona russo e ucraino femminile.

## Varianti
Russo
- Alterati: Аллочка (Alločka)[1]

## Origine e diffusione
L'etimologia del nome è ignota; potrebbe essere di origine germanica.

## Onomastico
Le Chiese orientali ricordano, il 26 marzo, santa Alla, martire con altri compagni in Crimea sotto Genserico. Per le altre confessioni il nome è adespota, cioè non è portato da alcuna santa, quindi l'onomastico ricade il 1º novembre, in occasione di Ognissanti.

## Persone

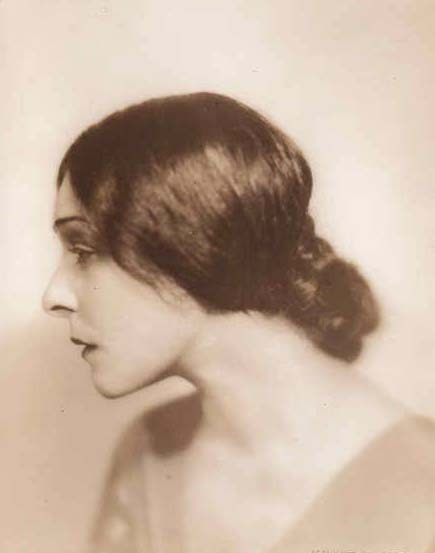
Alla Nazimova

- Alla Ilchun, modella kazaka naturalizzata francese
- Alla Kudrjavceva, tennista russa
- Alla Kušnir, scacchista israeliana
- Alla Nazimova, attrice russa naturalizzata statunitense
- Alla Pavlova, compositrice russa
- Alla Pugačëva, cantante russa
- Alla Šepeleva, schermitrice sovietica
- Alla Sosnickaja, ginnasta russa